# Cântico da Liberdade
Cântico da Liberdade (trad. "Canto di Libertà") è l'inno nazionale di Capo Verde. Il testo è stato scritto in lingua portoghese da Amílcar Spencer Lopes, mentre la musica è di 	Adalberto Higino Tavares Silva. Il brano è stato adottato come inno nel 1996.

## Testo
Canta, irmão
canta meu irmão
que a Liberdade é hino
e o Homem a certeza.
Com dignidade, enterra a semente
no pó da ilha nua
No despenhadeiro da vida 
a esperança é do tamanho do mar
que nos abraça.
Sentinela de mares e ventos
perseverante
entre estrelas e o Atlântico
entoa o cântico da Liberdade.
Canta, irmão
canta meu irmão
que a Liberdade é hino
e o Homem a certeza.

## Traduzione[1]
Canta, fratello
Canta, mio fratello
Che la libertà è inno
e l'uomo la certezza.
Con dignità, seppellisce il seme
nella polvere dell'isola nuda
nel dirupo della vita 
la speranza è della grandezza del mare
che ci abbraccia.
Sentinella dei mari e dei venti
perseverante
tra le stelle e l'Atlantico
intona il canto di libertà.
Canta, fratello
Canta, mio fratello
Che la libertà è inno
e l'uomo la certezza.